# Synaemops pugilator
Synaemops pugilator är en spindelart som beskrevs av Mello-Leitao 1941. Synaemops pugilator ingår i släktet Synaemops och familjen krabbspindlar. Inga underarter finns listade i Catalogue of Life.